# Chilothorax distinctus
Chilothorax distinctus är en skalbaggsart som beskrevs av Müller 1776. Chilothorax distinctus ingår i släktet Chilothorax och familjen Aphodiidae. Utöver nominatformen finns också underarten C. d. sevanicus.